# Hôtel Lallemant
O Hôtel Lallemant é um palácio francês de Bourges que conserva o nome do seu construtor, Jean Lallemant. Este hôtel particulier, construído entre 1495 e 1518, constitui um exemplo notável do primeiro Renascimento francês. Adquirido pela cidade de Bourges em 1826, acolhe desde 1951 o Museu das Artes Decorativas.
Está classificado com o título de Monumento Histórico desde 1840.
Os trinta caixotões situados no tecto constituém o principal interesse da residência. Interessam particularmente aos alquimestas constemporêneos desde que Fulcanelli lhes consagrou um capítulo na sua obra O Mistério das Catedrais.
O sítio onde está construído este edifício estava encavalitado no recinto romano da cidade, não se encontrando todas as partes do palácio ao mesmo nível.
Desde há dois séculos, o Hôtel Lallemant possui uma mecha de cabelos castanhos atribuídos a Agnès Sorel, que era loura. Os estudos efectuados em 2004/2005 sobre os restos da favorita real, presentes no túmulo de Loches, permitiram, igualmente, identificar a mecha de cabelos de Bourges. A alteração da côr será o resultado natural da passagem dos séculos.